# L'Architecture d'aujourd'hui
Pour les articles homonymes, voir AA.
L'Architecture d'aujourd'hui (AA) est une revue d'architecture internationale, fondée en 1930 par l'architecte et sculpteur français André Bloc.

## Histoire

### Débuts
Fondée en 1930 à Boulogne-Billancourt par le sculpteur, peintre, ingénieur et architecte André Bloc (1896-1966), avec le concours de l'architecte Marcel Eugène Cahen (1883-1930), décédé juste avant la parution du premier numéro, la revue est éditée par les Éditions de L'Architecture d'Aujourd'hui. Elle a alors son siège à Boulogne-Billancourt, au 5, rue Bartholdi. Un comité de patronage rassemblant d'importantes figures contemporaines comme les architectes Auguste Perret, Robert Mallet-Stevens ou encore Frantz Jourdain et un réseau important de correspondants internationaux garantissent à la revue une certaine visibilité tant en France qu'à l'étranger. En dix ans, L'Architecture d'Aujourd'hui passe d'un tirage de 1 200 en 1930 à plus de 10 000 à la veille de la Seconde Guerre mondiale. Aux côtés d'André Bloc, Pierre Vago (1910-2002) est l'autre figure de proue de la revue : cet élève d'Auguste Perret n'a que 22 ans lorsqu'il est nommé rédacteur en chef en 1932. Il conservera ce poste jusqu'en 1947 et sera nommé président du comité de rédaction jusqu'en 1975.
Le graphiste Jacques Nathan (1910-2001) signe la majorité des couvertures, mais chaque contributeur est invité à dessiner la mise en page de son article. La spirale, utilisée dans les années 1930 pour se distinguer des autres revues spécialisées, fait connaître L'Architecture d'Aujourd'hui, comme « la revue à la reliure en spirale ».
En 1939, la Seconde Guerre mondiale  dispersent les membres de la rédaction : certains fuient en zone libre, d'autres sont déportés, d'autres encore s'engagent dans la résistance, comme Pierre Vago qui sera arrêté et torturé par la Gestapo. André Bloc se réfugie à Clermont-Ferrand et cède la revue en 1940 à Georges Massé, architecte parisien, qui la rebaptise Techniques et Architecture.

### Après la guerre
Au sortir de la guerre, André Bloc reprend la publication de L'Architecture d'Aujourd'hui, ainsi que la maison d'édition éponyme. Elle coexiste a désormais avec Techniques et Architecture, malgré un conflit de propriété entre les deux directions qui durera jusqu'en 1947. La revue harmonise son discours aux efforts de reconstruction de l'après-guerre, en consacrant, par exemple, une quinzaine d'articles à Jean Prouvé (1901-1984). Entre 1947 et 1964, la rédaction en chef est assurée en alternance par André Bloc et Alexandre Persitz.
Entre janvier 1947 et mars 1949, la revue s'exporte en Argentine sous le titre La Arquitectura de hoy.
Après la disparition d'André Bloc en 1966, Marc Emery (1934-2014) est nommé au poste de rédacteur en chef en 1968. Marguerite Bloc, veuve du fondateur est créditée comme « directeur » et Pierre Vago, « président du comité ». Influencées par les bouleversements sociaux et culturels des années 1960, L'Architecture d'Aujourd'hui ouvre ses pages à d'autres disciplines universitaires, comme les recherches de Roland Barthes sur le langage ou encore la sociologie de Guy Debord. 
En 1971, L'Architecture d'Aujourd'hui est vendue au groupe Technic Union, filiale du Groupe Express. Marguerite Bloc, veuve du fondateur assure que cela ne « modifie en rien l'esprit de la revue ». En 1973, le Groupe Express cède ses parts dans la société Technic Union qui devient ainsi une société indépendante : le groupe Expansion qui éditera L'Architecture d'Aujourd'hui de 1973 à 1998.
En 1974, l'architecte Bernard Huet (1932-2001) est nommé rédacteur en chef. Comptant parmi les leaders de la réforme des Beaux-Arts, qui aboutit à la création des Unités Pédagogiques d'Architecture par André Malraux en 1968, Bernard Huet souhaite transformer L'Architecture d'Aujourd'hui en « une tribune et lieu d'un débat vigoureux ». 
À son départ en 1977, Marc Emery reprend la direction de la rédaction de 1977 à 1986, puis cède sa place à François Chaslin (1948), architecte et critique d'architecture. Dans les années 1980 et 1990, L'Architecture d'Aujourd'hui se fait la vitrine de la politique des « Grands travaux » menée par François Mitterrand. La direction artistique est confiée à Brigitte Leroy et François Mutterer. En juin 1998, le groupe Expansion cède L'Architecture d'Aujourd'hui aux Éditions Jean-Michel Place, maison d'édition fondée en 1974 spécialisée dans le livre d'art et d'architecture. Jean-Paul Robert succède à François Chaslin de 1994 à 2000 puis cède sa place à Axel Sowa, jusqu'à l'interruption de la publication fin 2007.

### La relance en 2009
En 2008, les Éditions Jean-Michel Place sont mises en liquidation judiciaire, entraînant l'arrêt de la publication du titre. En 2008, à l'appel de l'architecte Jean Nouvel, l'architecte François Fontès et l'entrepreneur Alexandre Allard s'associent pour créer la maison d'édition Archipress & Associés. Celle-ci rachète les titres Techniques et Architecture et L'Architecture d'Aujourd'hui, ne conservant que ce dernier. La refonte du magazine est pilotée par un comité de rédaction composé, entre autres, des architectes Shigeru Ban, Patrick Bouchain, Frank Gehry, Rudy Ricciotti, Anne Lacaton et Jean-Philippe Vassal ou encore Winy Maas. La rédaction en chef est confiée à Cyrille Poy de 2009 à 2013, puis à Fanny Léglise jusqu'en 2015. Emmanuelle Borne est rédactrice en chef de la revue de 2015 à 2024.

### Refonte du magazine en 2025
En 2025, la revue passe de 6 numéros thématiques par an à 4. Elle s'organise en rubriques typologiques : art, politique, écologie, urbanisme, mondes vivants, sociologie… La revue est intégralement bilingue français-anglais. Elle est co-pilotée par deux rédactrices en chef déléguées, Clémentine Roland et Anastasia de Villepin.